# Нова Деревня (Притобольний район)
Нова Дере́вня (рос. Новая Деревня) — присілок у складі Притобольного району Курганської області, Росія. Входить до складу Нагорської сільської ради.
Населення — 123 особи (2010, 126 у 2002).
Національний склад станом на 2002 рік:
- росіяни — 98 %